# Angela Richardson
Pour les articles homonymes, voir Richardson.
Angela Joy Richardson est une femme politique du Parti conservateur britannique. Elle est députée de Guildford de 2019 à 2024.

## Biographie
Angela Richardson est née à West Auckland, en Nouvelle-Zélande. Auparavant, elle travaille à la City de Londres en banque d'investissement. Elle a trois enfants et vit à Ewhurst, dans le Surrey.
Elle est élue pour la circonscription de Guildford, conservant le siège des conservateurs après qu'Anne Milton ait démissionné du parti et s'est présenté en tant qu'indépendante en opposition aux politiques de Brexit de Boris Johnson.
Elle se présente comme candidat aux Élections locales britanniques de 2019 au conseil municipal de Waverley, mais n'est pas élue.